# Pilea peploides
Pilea peploides är en nässelväxtart som först beskrevs av Gaud., och fick sitt nu gällande namn av William Jackson Hooker och Arn.. Pilea peploides ingår i släktet pileor, och familjen nässelväxter. Inga underarter finns listade i Catalogue of Life.